# Kościół świętych Marcelina i Piotra na Lateranie
Kościół świętych Marcelina i Piotra na Lateranie w Rzymie (wł. Chiesa dei Santi Marcellino e Pietro al Laterano) – rzymskokatolicki kościół tytularny w Rzymie.
Świątynia ta jest kościołem parafialnym oraz kościołem tytularnym. Jest też kościołem stacyjnym z trzeciej soboty Wielkiego Postu.

## Lokalizacja
Kościół znajduje się w I Rione Rzymu – Monti przy Via Labicana 1.

## Patroni
Patronami świątyni są święci Marcelin i Piotr – męczennicy, którzy ponieśli śmierć za wiarę chrześcijańską w końcu III lub na początku IV wieku. Marcelin był kapłanem, natomiast Piotr miał niższe święcenia. Święci ci są wymieniani w pierwszej modlitwie eucharystycznej.

## Historia
Pierwszy kościół w tym miejscu zbudował prawdopodobnie papież Syrycjusz w IV wieku. Budowla powstała w pobliżu katakumb świętych Marcelina i Piotra. Według Liber Pontificalis papież Grzegorz III w VIII wieku zbudował nowy kościół w tym miejscu. Rzekome relikwie męczenników Marcelina i Piotra zostały sprowadzone do kościoła w 1256 roku. Obecny kościół jest efektem przebudowy dokonanej na polecenie papieża Benedykta XIV w 1751 roku.

## Architektura i sztuka
Kościół stoi poniżej obecnego poziomu ulicy (co wiąże się z jego dawnym powstaniem). Fasadę zaprojektował Girolamo Theodoli.
Wnętrze kościoła jest na planie krzyża greckiego, z kopułą na przecięciu jego ramion. Na końcu jednego z ramion krzyża znajduje się wejście, na przeciwległym półkolista apsyda, w dwóch pozostałych są kaplice boczne.
Ołtarz główny, autorstwa Gaetano Lapisa z 1751 roku, znajduje się w apsydzie, przedstawia on męczeństwo świętych Marcelina i Piotra. Pod ołtarzem znajduje się urna z relikwiami św. Marcji.
Dwie boczne kaplice mają jednakowe ołtarze z czerwonego marmuru. Kaplica po prawej stronie jest dedykowana św. Grzegorzowi Wielkiemu, obraz w jej ołtarzu przedstawia Mszę św. Grzegorza i jest dziełem Filippo Evangelisti. Kaplica po lewej jest poświęcona Najświętszej Maryi Pannie.
Po lewej stronie wejścia znajduje się wizerunek świętych Marcelina i Piotra, umieszczony tutaj w 1256 roku.

## Kardynałowie prezbiterzy
Kościół świętych Marcelina i Piotra jest jednym z kościołów tytularnych nadawanych kardynałom-prezbiterom (Titulus Sanctorum Marcellini et Petri). Tytuł ten został ustanowiony prawdopodobnie przez papieża Grzegorza Wielkiego w 590 roku, przy czym został on przeniesiony z bazyliki Santa Crescenzia in Via Mamertina
- Albin (595)
- Ranier (ok. 1111-1121)
- Crescenzio di Anagni (1121-1139)
- ?Rainaldo di Collemezzo OSB (1141-1166)
- Roffredo dell’Isola OSB (1188-1210)
- Conte Casate (1281-1288)
- Jean Le Moine (1294-1313)
  - Luca Fieschiin commendam (1313-1316)
- Gauscelin de Jean (1316-1327), in commendam (1327-1348)
- Pasteur de Sarrats OFM (1350-1356)
- Guillaume Farinier OFM (1357-1361)
- Filippo di Cabassoles (1369-1370), in commendam (1370-1372)
- Andrea Bontempi Martini (1378-1390)
- Pierre-Raymond de Barrière[a] CRSA (1379-1383)
- Jacques de Mantenay[a] (1383-1391)
- Angelo Barbarigo (1408-1418)
- Izydor (1440-1451); in commendam (1451-1462)
- Louis d’Albret (1462-1465)
- Oliviero Carafa (1467-1470)
- Philippe de Lévis (1473-1475)
- Jorge da Costa (1477-1484)
- Bernardino Lopez de Carvajal (1493-1495)
- Philippe de Luxembourg (1495-1509)
- Louis d’Amboise (1510-1511)
- Christopher Bainbridge (1511)
- Adrian Gouffier de Boissy (1515-1518?)
- François de Tournon (1530-1550)
- Georges d’Amboise (1550)
- Pietro Bertani OP (1551-1558)
- Gianfrancesco Gambara, diakon pro hac vice (1561-1562), prezbiter (1562-1565)
- Flavio Orsini (1565-1578)
- Stefano Bonucci OSM (1588-1589)
- Mariano Pierbenedetti (1590-1607)
- Orazio Maffei (1607-1609)
- Giovanni Battista Deti (1614-1623)
- Girolamo Boncompagni (1664-1684)
- Giacomo Cantelmi (1690-1702)
- Francesco Pignatelli CR (1704-1719)
- Giovanni Francesco Barbarigo (1721-1730)
- Sigismund von Kollonitz (1730-1740)
- Vincenzo Malvezzi Bonfioli (1753-1775)
- Bernardino Honorati (1777-1807)
- Nicola Riganti (1816-1822)
- Giacomo Giustiniani (1827-1839)
- Giovanni Maria Mastai Ferretti (1840-1846)
- Gaetano Baluffi (1847-1866)
- Giuseppe Berardi (1868-1878)
- Florian-Jules-Félix Desprez (1879-1895)
- Domenico Jacobini (1896-1900)
- Alessandro Sanminiatelli Zabarella (1901-1910)
- António Mendes Bello (1914-1929)
- Manuel Gonçalves Cerejeira (1929-1977)
- Jean-Marie Lustiger (1983-1994)
- Aloysius Ambrozic (1998-2011)
- Dominik Duka OP (2012-nadal)